# Anthonomus pedicularius
Anthonomus pedicularius är en skalbaggsart som först beskrevs av Carl von Linné 1758.  Anthonomus pedicularius ingår i släktet Anthonomus, och familjen vivlar. Arten är reproducerande i Sverige.